# جيمس إدوين هاولي
جيمس إدوين هاولي هو جيولوجي كندي، ولد في 27 سبتمبر 1897 في كينغستون في كندا، وتوفي في 20 أبريل 1965 في توسان في الولايات المتحدة.